# Halilbaba, Vezirköprü
Halilbaba là một xã thuộc huyện Vezirköprü, tỉnh Samsun, Thổ Nhĩ Kỳ. Dân số thời điểm năm 2010 là 320 người.